# Venâncio Aires
Venâncio Aires is een gemeente in de Braziliaanse deelstaat Rio Grande do Sul. De gemeente telt 67.682 inwoners (schatting 2009).

## Aangrenzende gemeenten
De gemeente grenst aan Boqueirão do Leão, Bom Retiro do Sul, Cruzeiro do Sul, General Câmara, Mato Leitão, Passo do Sobrado, Santa Clara do Sul, Santa Cruz do Sul, Sério, Sinimbu, Taquari en Vale Verde.

## Verkeer en vervoer
De plaats ligt aan de wegen BR-287, RS-244 en RS-422.